# John de Vere (1408-1462)
John de Vere, 12e graaf van Oxford, (Castle Hedingham, 23 april 1408 - Londen, 26 februari 1462) was een Engelse edelman.

## Levensloop
John de Vere was een oudere zoon van Richard de Vere, de elfde graaf van Oxford, uit diens tweede huwelijk met Alice, dochter van Sir Richard Sergeaux en weduwe van Guy St Aubyn. Hij was nog minderjarig toen hij in februari 1417 de bezittingen van zijn vader erfde. Hijzelf en zijn landerijen werden eerst onder de voogdij geplaatst van Thomas Beaufort, hertog van Exeter, en na diens dood in 1426 onder die van hertog Jan van Bedford.
In 1425, nog steeds minderjarig, huwde hij met Elizabeth Howard (1410-1473), dochter van Sir Robert Howard, Lord Plaiz. Na de dood van haar grootvader John Howard erfde Elizabeth landerijen in Norfolk, Suffolk, Essex en Cambridgeshire. Hoewel John de Vere beweerde dat hij het huwelijk had gesloten op advies van Thomas Beaufort, had de koning zijn toestemming niet gegeven en werd hij veroordeeld tot een boete van 2.000 pond.
Op 26 mei 1426 werd hij in Leicester tot ridder geslagen, samen met 34 anderen zoals zijn broer Robert en koning Hendrik VI. Op 4 juli 1429 werd hij officieel geïnstalleerd in zijn landerijen en in 1431 werd hij benoemd tot lid van de Koninklijke Raad. In de jaren 1430 en 1440 was John de Vere vooral betrokken in de lokale politiek in East Anglia, maar diende ook als vrederechter in Suffolk en Cambridgeshire. In 1435 kreeg hij de toestemming om naar Palestina te gaan, maar er is geen bewijs dat hij dat ook deed. In juli 1436 rekruteerde hij zijn vazallen in Sandwich voor een expeditie die het beleg van Calais door de Bourgondische hertog Filips de Goede moest opheffen. Op 23 juli 1437 woonde de Vere de begrafenis van Johanna van Navarra, weduwe van koning Hendrik IV van Engeland, in Canterbury bij. In juni 1439 werd hij samen met onder andere Henry Beaufort, bisschop van Winchester, afgevaardigd naar Frankrijk om er een vredesverdrag te onderhandelen en in juni 1441 zeilde hij vanuit Portsmouth naar Frankrijk, samen met Richard van York, net benoemd tot luitenant-generaal en gouverneur van Frankrijk en Normandië. In juni 1450 was hij ook een van de edelen die belast werd met de onderdrukking van de opstand aangevoerd door Jack Cade tegen de corruptie door de overheid.
In de late jaren 1440 breidde de Vere zijn politieke invloed uit naar Norfolk. Hij werd er geregeld benoemd tot vrederechter en nadat William de La Pole, hertog van Suffolk, zijn macht had verloren probeerde hij samen met John Mowbray, hertog van Norfolk, en Sir John Fastolf de invloed van de Suffolk-aanhangers in de regio in te perken. Tegen de lente van 1451 hadden de aanhangers van Suffolk zich echter gehergroepeerd onder leiding van de weduwe van de La Pole en baron Thomas Scales en tegen 1452 hadden de leidende Suffolk-aanhangers hun posities teruggekregen.
Toen de nationale politiek vanaf 1450 meer en meer verdeeld begon te raken en de Rozenoorlogen uitbraken, koos John de Vere niet meteen partij, hoewel hij lid was van de raad die onder leiding van Richard van York in 1453-1454 Engeland bestuurde tijdens de mentale inzinkingen van Hendrik VI. Op 28 mei 1454 besloot hij samen met zes andere edelen en zijn broer Robert de Vere voor drie jaar de Engelse zeeën te bewaken. In mei 1455 kwamen hij en John Mowbray een dag te laat aan om te kunnen deelnemen aan de Eerste Slag bij St Albans. Pas in 1459 koos John de Vere partij in de Rozenoorlogen: hij schaarde zich achter de zijde van Margaretha van Anjou en dus niet achter die van Richard van York. In december 1459 en april 1460 werd hij belast met de aanvoering van de anti-Yorkse troepen in Essex.
Na de overwinning van het huis York in de Slag bij Northampton in juli 1460, scheen John de Vere een zwakke gezondheid te hebben gehad. In november 1460 werd hij namelijk vrijgesteld van de plicht om persoonlijk voor de koning of in de Koninklijke Raad of het Parlement te verschijnen. Als hij zijn ziekte veinsde om zich onopvallend te handhaven onder het nieuwe Yorkse bewind van koning Eduard IV, was deze truc niet succesvol. In februari 1462 werd hij samen met zijn zoon Aubrey en Sir Thomas Tuddenham, een van zijn vroegere tegenstanders in Norfolk en tijdens de Rozenoorlogen een loyalist aan het huis Lancaster, gearresteerd en wegens hoogverraad ter dood veroordeeld. Zes dagen na zijn zoon Aubrey, werd John de Vere op 26 februari 1462 onthoofd op Tower Hill. Zijn gebieden werden geërfd door zijn tweede zoon John de Vere en hijzelf werd bijgezet in de kerk van Austin Friars in Londen.

## Nakomelingen
John de Vere en zijn echtgenote Elizabeth Howard kregen acht kinderen:
- Aubrey (overleden in 1462), huwde in 1460 met Anne Stafford, dochter van Humphrey Stafford, hertog van Buckingham
- John (1442-1513), graaf van Oxford
- George, huwde met Margaret Stafford, dochter van Sir William Stafford
- Richard, huwde met Margaret Percy, dochter van Sir Henry Percy en weduwe van baron Henry Grey
- Thomas
- Mary, zuster in Barking Abbey
- Joan, huwde met Sir William Norreys
- Elizabeth, huwde met William Bourchier